# Changeur automatique de lampe

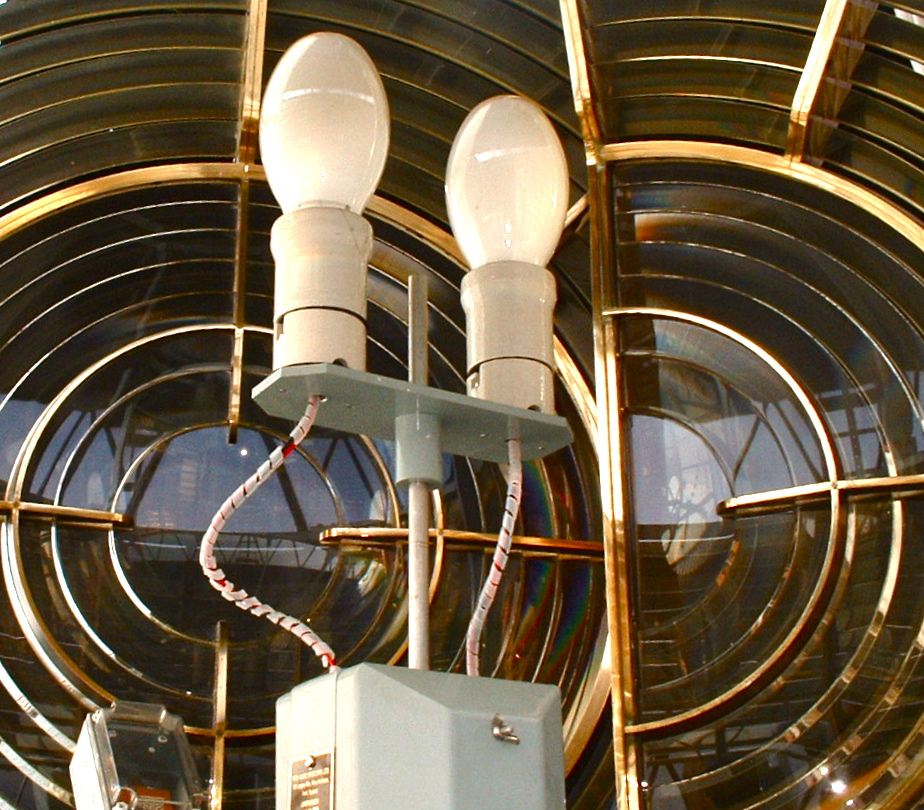
Changeur de lampe dans le phare de Maughold Head, île de Man. Ceci est un modèle NALC-89, produit par Nav-Aids Systems, LTD, dans le Kent, en Angleterre.

Un changeur automatique de lampe est un dispositif utilisé pour garantir qu'un feu de navigation, tel qu'un phare de marine ou une balise d'aérodrome, reste allumé même si une ampoule est grillée. De nombreux types de changeur existent. Les éléments communs de conception sont un ensemble de deux ou plusieurs lampes (ou ampoules) installées sur un support pouvant pivoter dans différentes positions. Chaque position amène une lampe différente au foyer d'un ensemble optique. Comme les feux de signalisation et de navigation utilisent une optique sophistiquée pour focaliser le faisceau, les échangeurs de lampes sont conçus pour positionner la nouvelle ampoule au point focal avec une grande précision.  L'appareil détecte automatiquement quand une lampe active cesse de fonctionner et met la lampe suivante en place. 

## Histoire
Le changeur  automatique de lampe a été inventé par Charles Wallace et breveté en 1928. Ce modèle original contenait deux phares d’une automobile du modèle T.  L'United States Lighthouse Service les utilisaient couramment dans les années 1930, car ils étaient passés à la conversion électrique de tous les feux de navigation.

## Types actuellement utilisés
Les changeurs de lampes actuellement utilisés peuvent être équipés de deux, quatre ou six lampes et utilisent un mécanisme à ressort ou un moteur électrique pour changer de lampe lorsque nécessaire. Ils sont utilisés dans les balises d’aérodrome et les aides à la navigation.  

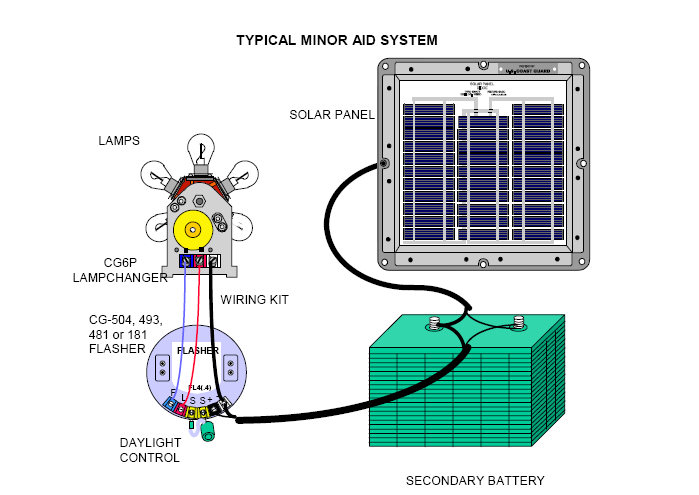
Application typique d'un changeur de lampe automatique